# Rustem ibn Úmar Xaykh
Rustem ibn Umar Shaykh o Rustam ibn Umar Shaykh (vers 1388 - 1424 o 1425) fou un príncep timúrida, net de Tamerlà i fill d'Umar Shaykh, mort el 7 de gener de 1394 i de Malikat Aga (morta el 1440) filla del kan de Mogulistan Khidr Khwadja Oghlan.

## Governador de Fars i després d'Esfahan
Tamerlà va marxar a Bagdad, domini dels jalayírides, que fou atacada per segona vegada i saquejada el 1401, essent massacrada una part de la població. Pir Muhammad ibn Umar Shaykh, governador de Siraz, Khuzestan i Luristan fou cridat per participar en aquest atac però en aquell moment estava malalt i no hi va anar; el seu avi ho va malinterpretar i li va arrabassar el govern del Fars que fou donat al seu germà Rustam o Rustem ibn Umar Shaykh que només tenia uns 13 anys. Però després Pir Muhammad va participar lleialment a la campanya d'Anatòlia i el Caucas estant present a la batalla d'Ankara del 1402, i el 1403 li va retornar el govern de Fars, donant llavors a Rustem el govern d'Esfahan. A un tercer germà, Iskandar ibn Umar Shaykh, li fou donat (hivern del 1403 al 1404) el govern de Hamadan, Nihawand i Lur-i Kucik del que va prendre possessió a la primavera del 1404.
A la mort de Tamerlà el 18 de febrer de 1405 els governadors van restar als seus llocs. Els fills d'Umar Shaykh exercien diversos governs: el gran Pir Muhammad ibn Umar Shaykh, que tenia preeminència sobre els altres, al Fars amb seu a Siraz; Iskandar al Jibal o Iraq Ajamita amb seu a Hamadan; i Rustam o Rustem ibn Úmar Xaykh la resta del Jibal amb seu a Esfahan. Hi havia tres fills més almenys, probablement encara molt joves (nascuts entre 1388 i 1393). Pir Muhammad en nom de la família va enviar una submissió al seu oncle Xah Rukh que governava el Khorasan amb seu a Herat. L'Azerbaidjan era governat per Miran Xah, el qual tenia deu fills, dos dels quals no van tardar en enfrontarse (Abu Bakr i Muhammad Umar)

## Conflictes entre els fills de Miran Xah
El conflicte entre els dos germans fills de Miran Xah, tocava la zona de Hamadan i Nihavand. Iskandar d'Hamadan (i Nihawand) va enviar un missatge on informava de que Muhammad Umar (els prínceps li deien nomes Umar) després de matar l'amir Jahan Xah havia expulsat dels seus dominis al seu pare Miran Xah (que en la darrera notícia tenia residència a Sultaniya); com que Miran Xah havia de passar pels territoris d'Hamadan per anar al Khurasan, per evitar problemes suggeria que ell mateix abandonaria Hamadan i aniria a través d'Isgfahan i Fars a la cort del seu germà gran i preguntava els llocs adients per fer les parades del camí. Pir Muhammad li va contestar que la seva marxa d'Hamadan podia comportar un conflicte amb l'Azerbaidjan i que era millor que restés a la seva capital esperant que Muhammad Umar no fes cap acció que portés un conflicte. Però Iskandar no va escoltar el consell i va seguir avançant. Iskandar es va dirigir a Esfahan, on va poder estar un mes, sortint després cap a Siraz a la cort del seu germà gran. Just als dos dies d'arribar es va saber que Abu Bakr havia estat fet presoner pel seu germà Muhammad Umar i aquest marxava ara contra les províncies de Hamadan, Esfahan (ambdues part de l'Iraq Ajamita) i probablement Fars. Iskandar i Pir Muhammad que eren a Siraz, van acordar aturar al seu cosí a Esfahan, governada per Rustem que lògicament, sent el mes amenaçat, hi va estar d'acord. Pir Muhammad va concedir el govern de Yadz a Iskandar que hi va enviar a Bikesi Sultan i ell va marxar en persona a Esfahan. L'exèrcit de Muhammad Umar va arribar a Hamadan, i Rustem d'Esfahan hi va enviar un negociador de nom Hajji Musafir Umar, ben acollit per Muhammad Umar; es va acordar la pau, retornant enrere l'atacant.
Aquesta retirada va tranquil·litzar als tres germans. Iskandar va poder anar a Yadz; Pir Muhammad a Siraz (i després a Kirman) i Rustem va romandre a Esfahan on va descobrir una suposada conspiració de l'amir Said Barles i el va fer cegar i empresonar. Encara a l'estiu l'amir Said Barles va poder escapar de la presó (mercès a que havia conservat gran part de la visió en un ull) i es va presentar a Siraz on Pir Muhammad va decidir acollir-lo, cosa que va provocar un deteriorament de les relacions amb el seu germà Rustem que regals i cartes no van aconseguir evitar.

## Aliança amb Muhammad Umar
Mentre Muhammad Umar havia anat de Maragha cap a Hamadan on el governador Arxiun li va dir que no podria resistir a Abu Bakr i que valia mes demanar ajut a Pir Muhammad de Fars. Passant per Esfahan s'hi va afegir Rustem: va suggerir demanar ajut als seus dos germans però mentre aquest ajut es concretava, aprofitant que el campament d'Abu Bakr estava amb poques forces, va ecomanar atacar-lo per sorpresa. I així es va fer. Rustem va sortir d'Esfahan per anar a Siraz on fou molt ben rebut pel seu germà. Els tres germans Pir Muhammad, Rustem i Iskandar, fills d'Umar Xaikh van estar d'acord en combatre a Abu Bakr. Rustem d'Esfahan va retornar a la seva capital, i acompanyat d'Umar, va fer una incursió sorpresa que va ocupar i saquejar el campament d'Abu Bakr a Sauk Bulak i es van emportar a Sultan Bakht Begum, l'esposa de Miran Xah, i molt de botí, mentre els comandants del campament, Tavakul Barles i altres amirs estaven ocupats bevent; borratxos van perseguir als atacants en la ruta Sari-Kamix-Rayy i els van arribar a atrapar i enfrontar, però com que els atacants del campament eren mes nombrosos que els perseguidors, no van tenir gaires problemes en seguir el camí amb tot el que havien saquejat. Després Muhammad Umar va anar a Siraz on també fou molt ben rebut. Al final del hivern les tropes dels tres germans estaven altre cop a punt i es van reunir a Jurbakhan (Jerbadekan).
Al saber de l'aliança de Muhammad Umar amb els seus tres cosins (Pir Muhammad de Fars, Rustem d'Esfahan i Iskandar ara de Yadz), Abu Bakr va marxar en persona cap al sud, deixant el govern de Tabriz en mans de Muhammad Dawati i Zain al-Din Kazwiní; es va dirigir a Sultaniya (saquejant tot al seu pas fins i tot una caravana) i d'allí a Jurbakhan (Jerbadekan) on va acampar abans d'arribar a Esfahan (1406) <Ref< Ibid, pàg. 64</ref>

## Conflicte amb Abu Bakr
Les tropes dels tres fills d'Umar Xaikh, a les que s'havia unit Muhammad Umar (fill de Miran Xah), també havien arribat a la zona. Els dos exèrcits estaven a no gaire distància un de l'altre. Estant allí Abu Bakr va saber que l'amir Bistam Jagir, l'aliat de Xaikh Ibrahim de Xirvan, s'havia apoderat de Tabriz (Bistam Jagir es va presentar a Tabriz, el governador Muhammad Dawati, que no estava en capacitat per resistir, li va enviar un delegat i es va acordar la rendició).
Davant la situació a Tabriz, Abu Bakr va enviar un missatge als tres prínceps (els seus cosins) i va retornar a l'Azerbaidjan. Els tres prínceps disposaven entre tots de 50.000 homes, i comptaven que Abu Bakr era ara un errant: havia perdut Tabriz i tenia relacions conflictives amb el seu pare i la seva mare; per tant van decidir perseguir-lo. Abu Bakr va acampar al sud de Sultaniya a un lloc anomenat Guruk Arghun.

## Batalla de Derguzin
Com que la situació a Tabriz anava evolucionant, Abu Bakr va canviar de plans i va tornar a marxar en direcció a Esfahan. Els dos exercits es van trobar a la rodalia de Derguzin en un lloc anomenat Kharbereh. La batalla de Derguzin o Kharbereh es va perllongar tot el dia, causant quatre mil morts o ferits greus; a la nit es va aturar però al dia següent es va reprendre i Abu Bakr, amb un atac amb les tropes d'elit cap al centre de Pir Muhammad, va aconseguir la victòria. L'exèrcit derrotat va fugir corrent cap a Esfahan. Abu Bakr i les seves forces van descansar uns dies en els quals va fer matar alguns amirs propis, entre els quals Umar Taban, acusat de no haver lluitat amb ganes i de ser enemic secret seu. Això va provocar la segona deserció de Husayn Barles i alguns altres amirs, que es va refugiar a Esfahan.

## Batalla d'Esfahan (primavera de 1406)
Abu Bakr es va dirigir contra Esfahan. Le població es va refugiar darrera els murs o al castell de Tabrak. Abu Bakr va ocupar la ciutat fora muralles i la va tractar molt be esperant una submissió que no va arribar. Mentre Abu Bakr feia una inspecció es va fer una sortida dels assetjats a Esfahan i en l'enfrontament i va haver gran nombre de ferits. L'endemà Abu Bakr es va presentar en formació de batalla amb un centre, una dreta i una esquerra. Va entrar al barri dels Jardins i dos mil homes enemics, quasi tots civils, van resultar morts; tres amirs enemics foren fets presoners. L'endemà els notables de la ciutat van acordar la rendició. Es retornaria tot el que havien pres a Sauk Bulak, es llegiria la khutba en nom de Miran Xah i la moneda s'encunyaria també en nom d'aquest. Però al darrer moment Abu Bakr va decidir trencar l'acord i assaltar la ciutat. Muhammad Umar va pensar que tot estava perdut i va fugir cap al Khurasan. Durant l'assalt Abu Bakr va saber que Xaikh Hajji Iraki estava assetjant Sultaniya i que Xaikh Ibrahim havia arribat a Tabriz ocupada per l'amir Bistam. Va desistir de l'assalt i va renovar el tractat de capitulació amb Esfahan, sortint en direcció a Sultaniya. Quan va arribar a Derguzin el xaikh Hajji Iraki va abandonar el setge i se’n va anar cap a Tarom al Daylam, prop de Zanjan.

## Pir Muhammad ocupa part del territori d'Esfahan (estiu del 1407)
Després d'atacar i empresonar a Iskandar, Pir Muhammad igualment amb motius poc clars, es va dirigir a Esfahan per la via del sud-oest; Rustem estava malalt al llit i no podia defensar la ciutat. Pir Muhammad va devastar el seu territori fins prop de la ciutat d'Esfahan, destruint els dics i cases; al arribar a la vista de la ciutat va retornar cap a Siraz. Iskandar fou enviat a Khurasan carregat de cadenes, però a Txardi Taban es va poder alliberar i es va dirigir a Naïn, que li era fidel, i després, cridat per Rustem, va anar a Esfahan. Pir Muhammad es va alarmar per aquesta aliança i va fer empresonar a tots els servidors d'Iskandar que hi havia a Siraz.

## Ofensiva de Iskandar i de Rustem contra Pir Muhammad (estiu 1407)
A proposta d'Iskandar, les seves forces i les de Rustem van marxar contra Siraz. Calia passar un riu que no s'identifica (probablement el Pulwar o el Kur) i Pir Muhammad va fer vigilar entre el dic d'Adal i la fortalesa de Marand, en la zona que el riu es podia creuar, i va enviar a l'amir Timur Khoja a ocupar el congost de Faruk. Iskandar va arribar a la vila de Kemher mentre Timur Khoja arribava al mateix lloc; Iskandar va penetrar en la tropa enemiga i la va desorganitzar i Timur Khoja va haver d'evacuar el congost i repassar el riu reunint-se amb la resta del seu exèrcit. Pir Muhammad va reforçar la vigilància dels passos del riu mentre Iskandar passava el congost ja desguarnit i va arribar a la vila de Kenareh. Rustem no s'atrevia a travessar el riu però a la nit els núvols amenaçaven turmenta i Iskandar va alertar que al dia següent no es podria passar; va fer acampar una part de les tropes al gual principal (el de Kenkeri) en front on estava l'exèrcit enemic i sobtadament la major part de l'exèrcit va passar pel gual de Jeschnan; els que vigilaven aquest i altres guals van fugir i Pir Muhammad es va haver de retirar cap a Siraz. La pluja era intensa i el vent molt fort i els dos exèrcits no van arribar a Siraz fins a la hora de la pregaria de la tarda. El setge va durar 40 dies i quasi tots els dies amb combats de mati a nit, i cap de les dues parts obtenia l'avantatge. Iskandar i Rustem van decidir assolar els territoris tribals al sud i oest de Siraz. Durant dies van devastar els districtes propers a Siraz i finalment van retornar a Esfahan amb un botí immens.

## Pir Muhammad ataca Esfahan (tardor 1408)
Pir Muhammad va reunir un exèrcit amb el qual es va dirigir cap a Esfahan. Rustem estava fent plans per tornar a Fars amb l'ajut de Hasan Jandar, un amir rebel del Khurasam que s'havia asilat a Esfahan i posat al seu servei, i se sentia fort; no va donar molta importància al moviment del seu germà. Quan l'exèrcit de Pir Muhammad es va acostar, Rustem va sortir del seu ogrok o campament i va preparar l'enfrontament establint el campament al lloc que havia elegit per la batalla. Iskandar havia anat a Esfahan a donar suport amb les seves forces. La batalla fou sagnant i heroica i es va decantar del costat de Pir Muhammad. Rustem es va dirigir a Kaixan amb els seus fills i els amirs Hasan Jandar, Sultan Xah i Mahmud Ak Bugha i d'allí ell i els seus fills van anar al Khurasan. Iskandar va fer la mateixa ruta però per separat. Pir Muhammad va ordenar no perseguir als fugitius i va dictar una amnistia per tothom. Hasan Jandar i altres amirs es van posar al servei de Pir Muhammad però Xah Rukh va fer saber al seu nebot la seva rebel·lió i aleshores els va encadenar i els va tornar a Khurasan sota custòdia de Muhammad Kiptxak i Isa Bekul; però els presoners van poder trencar les cadenes una vegada passat el districte de Perahar i van poder fugir. Pir Muhammad va arranjar la situació administrativa de Kaixan i Jerbadekan (del territori d'Esfahan) on les collites no s'havien recollit per una pesta que havia assolat el territori, però aquesta ja havia passat i l'engranatge va tornar a funcionar; fou nomenat governador el seu fill Umar Xaikh (que portava el nom del seu avi) amb els amirs Said Barles i Muhammad Juvan Fazel; Khoja Muzaffar al-Din Masud Nazarí com a administrador financer; Xaikh Iezaul fou designat governador de Kaixan (Kashan)

## Expedició a Sistan
Rustem es va refugiar al Khurasan i fou acollit per Xah Rukh que el va prendre per participar en la seva expedició del Sistan (149) El 29 d'octubre de 1408 Xah Rukh, acompanyat del seu nebot Rustem va sortir d'Herat cap a Nimruz (Sistan). Rustem i l'amir Midrab Bahadur foren enviats a la província de Zareh.

## Esfahan sota els muzaffàrides
El 1409 Pir Muhammad fou assassinat pel ser visir Khwaja Husayn, que va intentar prendre el poder però no ho va aconseguir i va acabar mort. Iskandar, que estava allí, fou aclamat com a nou sobirà. Yadz i Esfahan no el van reconèixer. A Esfahan governava el fill de l'assassinat, Umar Xaikh ibn Pir Muhammad, però no tenia ni moltes force ni molt de suport. Quan el pretendent muzaffàrida Sultan al-Motasim es va presentar a la ciutat, es va retirar cap a Yadz. Motasim, amb bastant suports populars i del cap turcman Bistam Jagir, va ocupar Esfahan. Quan Iskandar es va presentar a la ciutat i es va lliurar una batalla les tropes de Motasim van fugir; els generals que li van restar lleials van ser fets presoners; quan Motasim intentava entrar a Esfahan, com que era un home gros i pesat, va caure del cavall i un soldat el va decapitar. Malik Fakhr al-Din Muzaffar va morir igualment en el combat i amb això es van acabar les esperances muzaffàrides. Bistam Jagir que li donava suport, es va haver de retirar cap a Yadz i després cap a Sultaniya. El cadi d'Esfahan, Nizam al-Din Saydi, el principal suport dels muzaffàrides, va organitzar la resistència a Esfahan i va rebutjar la negociació i es van produir combats a l'entorn de la ciutat entre la primavera i la tardor. A l'estiu Iskandar va poder sotmetre Yadz.

## Tornada de Rustem ibn Umar Xaikh (estiu del 1409)
Acabada l'expedició al Sistan, Rustem fou autoritzat per Xah Rukh a tornar al'Iraq Ajamita. Uns generals de Pir Muhammad, Xaikh Muhammad Juvan i Khan Said Barles que havien abandonat Fars en direcció a Khurasan, via Kirman, el van trobar pel camí i li van aconsellar dirigir-se a Esfahan on la situació era poc clara. A finals de l'estiu Rustem va arribar a Esfahan; quan va ser prop d'Esfahan, fou rebut per Nizam al-Din Saydi i alguns amirs. Iskandar va enviar als amirs Abd al-Samad (que en aquest moment ja havia estat alliberat de la presó de Yadz) i Said Barles, per intentar un cop de ma contra Jerbadekan, que pertanyia a Esfahan. A la tardor Iskandar va comunicar a Xah Rukh que la situació al Fars i Iraq Ajamita estava estabilitzada i que podia enviar un príncep per governar l'Iraq Ajamita (Hamadan, Nihawand, Luristan) i Xah Rukh va enviar a Mirza Baykara

## Iskandar avança cap a l'Iraq Ajamita (1410)
Iskandar, una vegada consolidat al poder a Siraz (Fars) va planejar la conquesta de l'Iraq Ajamita (Esfahan), on va enviar a dos amirs: Burhan al-Din Abd al-Samad i Sadik. Van reconstruir la fortalesa de Warseneh i la van posar en estat de defensa. Rustem, assabentat, va anar a assetjar la plaça que considerava seva. Iskandar va enviar com reforços a l'amir Yusuf Khalil i a l'amir Tulek. Rustem va marxar contra aquests generals, que com tenien molt poques forces no van presentar batalla i es van refugiar a la fortalesa de Destjerd. Baykara acabava d'arribar a l'altra part de l'Iraq Ajamita (Hamadan) i junt amb el seu germà Rustem van decidir assetjar Destjerd però de sobte van saber que Iskandar estava a Kasr Zer; Rustem es va dirigir corrent cap a Esfahan però Iskandar també avançava molt ràpid. Rustem es va enfrontar amb el seu germà però fou derrotat i va haver de retirar-se cap a Esfahan mentre Iskandar va acampar a prop de la ciutat.

## Khalil Sultan a l'Iraq Ajamita (1410)
Khalil Sultan fou enviat per Xah Rukh amb autoritat per establir-se als llocs que considerés convenients de l'Iraq Ajamita i l'Azerbaidjan. Li van concedir dos mil soldats amb els quals es va establir a l'entorn de la ciutat de Rayy (pràcticament despoblada) i al cap d'un temps d'estat allí va rebre un missatge de Rustem que li demanava ajut. Khalil pretenia restaurar la pau entre els dos germans però les converses amb Iskandar (acampat prop d'Esfahan) van fracassar. Khalil va entrar a Esfahan. A la vora de la ciutat es produïen diàriament escaramusses

## Esfahan afectada per la fam (1410)
La població d'Esfahan ja no tenia provisions i Rustem va haver d'abandonar la ciutat i es va dirigir a la cort de Kara Yusuf. Perseguit per Iskandar fins a Qom, no el van poder atrapar. Khalil s'havia quedar a Esfahan i no pensava abandonar-la i Iskandar la volia ocupar. La situació no era bona per la ciutat per llavors els soldats xuls i kurds es van retirar i Iskandar es va veure obligat a aixecar el setge, però la situació a Esfahan era extrema: la gent no tenia menjar i no es podia comprar cap animal a cap preu; per cremar es feien servir les portes i elements de les cases. Finalment Khalil va decidir abandonar la ciutat i va informar a Xah Rukh que la evacuava a causa de la fam i tornava a Rayy, però que feria el que li ordenés. Les forces d'Iskandar van entrar a la ciutat nominalment en nom de Rustem.

## Rustem a Tabriz (1410), a Khurasan (1411) i a Esfahan (1412)
Rustem, fugit d'Esfahan, va arribar a Tabriz on Kara Yusuf el va acollir amb molts honors. El desembre del 1410 el va acomiadar a Maragha.
A primers de maig de 1411 Xah Rukh estava a Badghis; durant el mes va arribar Umar Xaikh ibn Pir Muhammad (que tenia uns 13 anys), expulsat d'Esfahan i privat de Fars per Iskandar que també va expulsar de l'Iraq Ajamita a Sultan Ali el jove (7 anys) fill de Rustem, per temor a que reclamessin drets de sobirania.
El març de 1412 Rustem, fugit d'Esfahan, va arribar al Khurasan. Va poder baixar la ma a l'emperador que el va reenviar a l'Iraq Ajamita amb tot el que necessitava per establir la seva sobirania. Rustem, que era a Herat, va retornar el març-abril de 1412, I el notable local Khoja Ahmad Sayyid el va rebre a Rustem i va poder tornar a exercir el poder. Però al cap de dos mesos el príncep es va adonar que Khoja Ahmad gairebé no complia les seves ordres i va decidir desfer-se’n d'acord amb altres notables locals. En una festa, quan el sayyid va entrar sol a la audiència amb Rustem, fou assassinat. Però aquest fet va fer perdre la popularitat a Rustem just quan Iskandar ja tornava de Kirman i s'acostava a Esfahan. Va esclatar una revolta popular i els rebels van enviar un missatger a Iskandar demanant-li governar la ciutat; Iskandar va acceptar i va anar a Esfahan; Rustem va intentar resistir però mancat de suport, va haver de fugir abandonant Esfahan a Iskandar, cosa que Rustem no li va perdonar al seu germà. Aquell mateix any Xah-Rukh va enviar les insígnies de govern a Iskandar, indicant que el reconeixia i Iskandar va traslladar la capital de Siraz a Esfahan deixant un governador de confiança a la capital de Fars.

## Xah Rukh marxa a Esfahan
L'octubre de 1413 Xah-Rukh va cridar a Iskandar per participar en una expedició contra els kara koyunlu. Iskandar no en tenia ganes; es va fer el ronso i quan fou pressionat va exhibir els símbols de revolta: va encunyar monedes amb el seu nom i va treure de la khutba el nom de Xah-Rukh. Aquest va marxar al Fars i el 20 de juliol de 1414 va derrotar a Iskandar prop d'Esfahan. El dia 31 de juliol o 28 d'agost de 1414 segons les fonts, Xah-Rukh entrava a la ciutat on Iskandar s'havia refugiat abandonat per tots a la ciutadella. Fou fet presoner i es va quedar mut davant el seu oncle.

## Esfahan a Rustem (1414)
El govern d'Esfahan fou confiat al príncep Rustem, que ja havia estat governant del territori i que havia servit a Xah Rukh a Transoxiana, Khurasan (província mongola) i Mazanderan i a mes havia donat mostres de valor en diversos combats. L'emperador també li va confiar el tresor d'Iskandar i al propi germà de Rustem amb la recomanació de respectar els deures fraternals. No obstant, estant presoner, Iskandar fou cegat amb una agulla de ferro calenta als seus ulls; aquesta tortura va estar a punt de causar-li la mort però va sobreviure. L'emperador també va dictar un perdó general, una mena d'amnistia. El jove Baykara, que havia destacat als combats i al qual l'emperador tenia molt d'afecte, va rebre en feu (syourgal) el govern d'Hamadan, les fortaleses de Burudjird i Nihawand i l'alta autoritat sobre Luristan (a més de diversos consells sobre la manera de governar amb justícia)
Rustem va fer cegar a Iskandar o al menys ho va tolerar i Xah Rukh ho va desautoritzar i va fer conduir al príncep cec a la seu de govern de Baykara a Hamadan. Però Iskandar volia venjança i feia tot el possible per promoure l'agitació, i tot i ser cec era molt hàbil i enginyós en intrigues. I la defecció de Sad Vaccas, governador de Qom, a la cort de Kara Yusuf, li va semblar una ocasió oportuna. Va alertar al seu germà petit que allà on eren estaven en perill davant els turcmans i que si els atacaven no podrien fugir. Baykara, que no era de moltes llums, es va deixar seduir per un projecte polític consistent en anar a Siraz i apoderar-se d'aquesta capital. Iskandar i Baykara van sortir cap a Siraz, però un servidor d'Iskandar, Murad Tilbet, va desertar i es va dirigir a Esfahan on va revelar els plans a Rustem. Aquest va enviar un contingent per tallar la ruta i va trobar a les forces dels dos germans a Jerbadekan, les van atacar i Iskandar va caure presoner i fou enviat a Esfahan i portat davant de Rustem.

## Baykara ocupoa Siraz
Estimulat per servidors d'Iskandar, Baykara va seguir endavant i es va acostar a Siraz. Ibrahim Sultan, governador de Fars, li va sortir a l'encontre; els dos exèrcits es van trobar a la rodalia de Baiza; minat per les defeccions l'exèrcit d'Ibrahim fou derrotat; a mes el jove príncep comptava amb el suport popular. Ibrahim va passar breument per Siraz a la nit per emportar-se a la seva mare Tuti Agha i part del tresor i al dia següent estava a Abarkuh. El 17 de juny de 1415 Baykara va arribar a Siraz a la porta d'Ixtakhar; els sayyids, els cadis, els notables i els kuloi, com que estaven sense sobirà, van sortir a demanar a Baykara que entrés a la ciutat.
Quan Rustem va saber que Baykara ja era a Siraz i estava al front del govern del Fars, va fer matar el seu germà Iskandar, com verdader instigador dels fets. Baykara va conservar Shiraz fins al novembre de 1515 quan va arribar l'exèrcit de Xah-Rukh i va assetjar la ciutat, es va haver de rendir, sent-li finalment perdonada la vida.

## Darrers deu anys
Del govern de Rustem a Esfahan després del 1415 i fins a la seva mort (uns deu anys) no se'n sap gairebé res. Va tenir com a visir a Khwaja Mahmud Haydar. Va morir el 827/828 (1424/1425). El van succeir dos fills en ràpida successió, però finalment el segon fou expulsat per Firuz Xah, comandant militar de Shah Rukh.

## Família

### Esposes i concubines
- Makhdum Sultan: filla del seu cosi Pir Muhammad ibn Jahangir, després casada amb Sidi Ahmad (germà de Rustem)
- Sa'adat Sultan: filla de l'amir Ghiyath al-Din Tarkhan
- Dilshad Qipchaq
- Isan Mughal
- Bakht Sultan: filla d'Haji Khawaja Sirjaban

### Fills
- De Makhdum Sultan
  - Pir Muhammad: casat amb Khurshid Biki, cosina materna; van tenir fills
  - Sultan Jalal al-Din: casat amb Bikijan Agha, besneta de Pir Muhammad ibn Úmar Xaykh, van tenir fills
- De Sa'adat Sultan
  - Alim Shaikh
  - Sultan Ali (vers 1404 – 1423); va tenir fills
- De Dilshad Qipchaq
  - Usman (vers 1399 – 1424/25); va tenir fills
  - Jafar
- De Isan Mughal
  - Muhammad Qatxulai
  - Suyurgatmix
- De Bakht Sultan
  - Muhammad Sultan